# Talatamaty
 (décembre 2016).
Si vous disposez d'ouvrages ou d'articles de référence ou si vous connaissez des sites web de qualité traitant du thème abordé ici, merci de compléter l'article en donnant les références utiles à sa vérifiabilité et en les liant à la section « Notes et références ».
Talatamaty est une petite commune située dans le district d'Ambohidratrimo, dans la région d'Analamanga, elle-même comprise au sein de la province d'Antananarivo à Madagascar.
Actuellement le maire qui y exerce est Raharinoasy Elie Dominic.
Code postal 105.